# Breckin Meyer
Breckin Erin Meyer (Minneapolis, Minnesota; 7 de mayo de 1974), más conocido como Breckin Meyer, es un actor estadounidense.

## Biografía
Breckin Erin Meyer nació el 7 de mayo de 1974 en Minneapolis, Minnesota, en los Estados Unidos. Sus padres, Christopher William Meyer, consultor de negocios y Dorothy Ann Vial, microbióloga y agente de viajes, están divorciados. Como hijo de padres separados, Breckin creció en distintos lugares, incluyendo California, Texas, Virginia Occidental y Nueva Jersey.

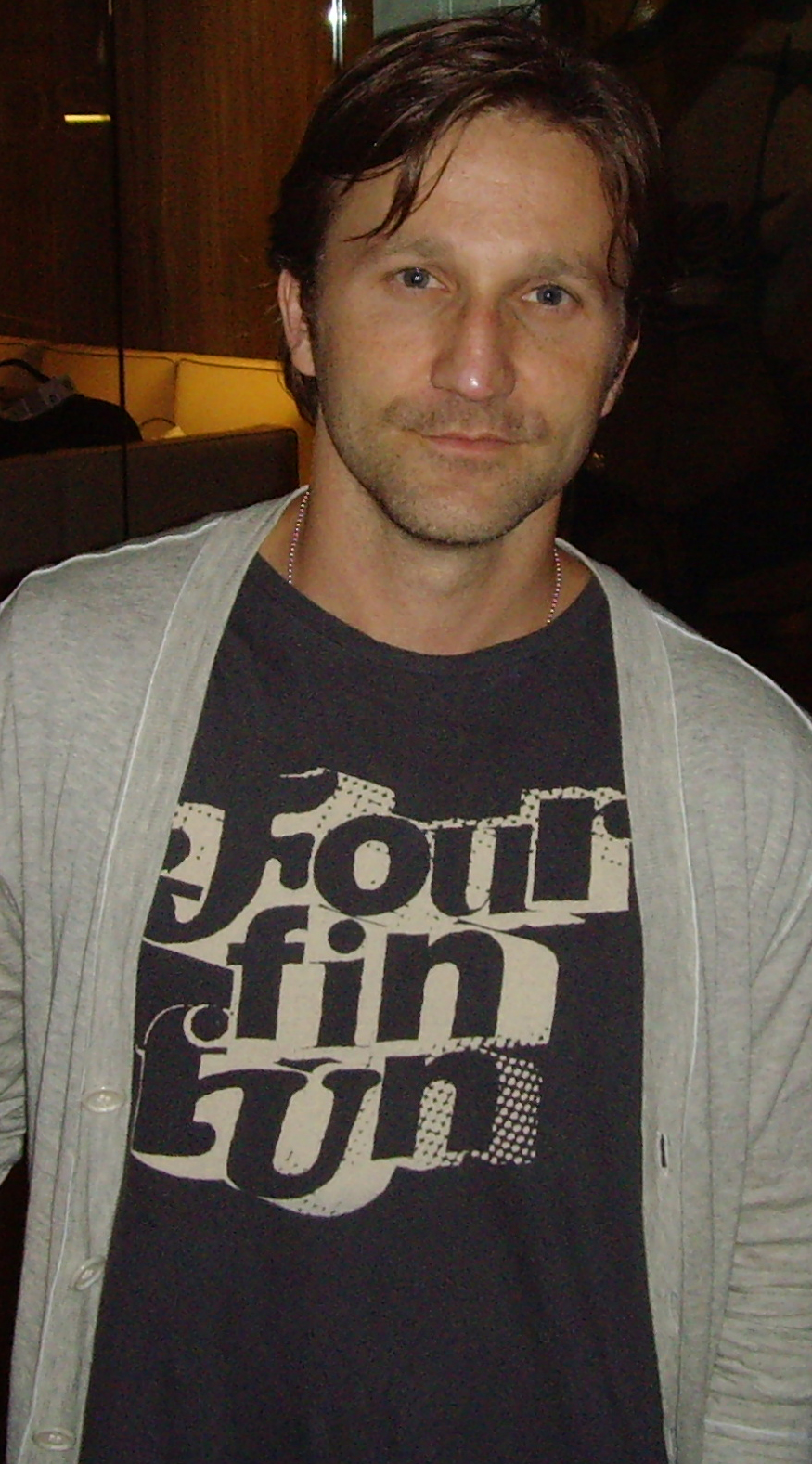
Breckin Meyer en febrero de 2007.

Meyer asistió a la escuela primaria con la actriz Drew Barrymore y continuó sus estudios secundarios en la famosa Beverly Hills High School, donde tuvo entre sus compañeros a Alicia Silverstone, Joshua John Miller y Branden Williams. Fue precisamente Barrymore quien le presentó a su agente, luego de lo cual Breckin comenzó a trabajar en comerciales y en el programa de juegos Child's Play.
Luego de ser aceptado en la Universidad Northbridge, Meyer decidió dejar sus estudios por un tiempo para dedicarse a la actuación. Durante esa época, integró junto con su hermano la banda Streetwalking Cheetahs, donde tocaba la batería; la banda grabó un demo en 1995, en el que él interpretaba las canciones Carnival y Dave. Entre 1995 y 1996, los Cheetahs dieron alrededor de 10 presentaciones en el área de Los Ángeles; su segundo álbum, "Live on KXLU", tuvo varias canciones escritas por Meyer como None of Your Business, All I Want, Peppermint, Thought that Crosses My Mind y Turn Me Down. Posteriormente, formó su propia banda, llamada Bellyroom, junto con Seth Green y Alexander Martin, nieto del actor Dean Martin. Bellyroom también realizó varias presentaciones en Los Ángeles, durante el año 1996. En la actualidad, Meyer no integra ninguna banda.
Su primer rol televisivo importante fue interpretando a Chas Walker en The Jackie Thomas Show, entre 1992 y 1993; posteriormente, a lo largo de los años, interpretó otros papeles significativos como el de Mike Solomon en The Home Court, también fue Adam Schwartz en Inside Schwartz y Tom en Married to the Kellys; además de prestar su voz para los personajes de Commander Palmer en la serie animada Titan Maximum, Joseph Gribble en Los reyes de la colina y  Superman en Robot Chicken.
Además de continuar con su trabajó en Robot Chicken, Breckin interpretó a Jared Franklin en la serie Franklin & Bash.

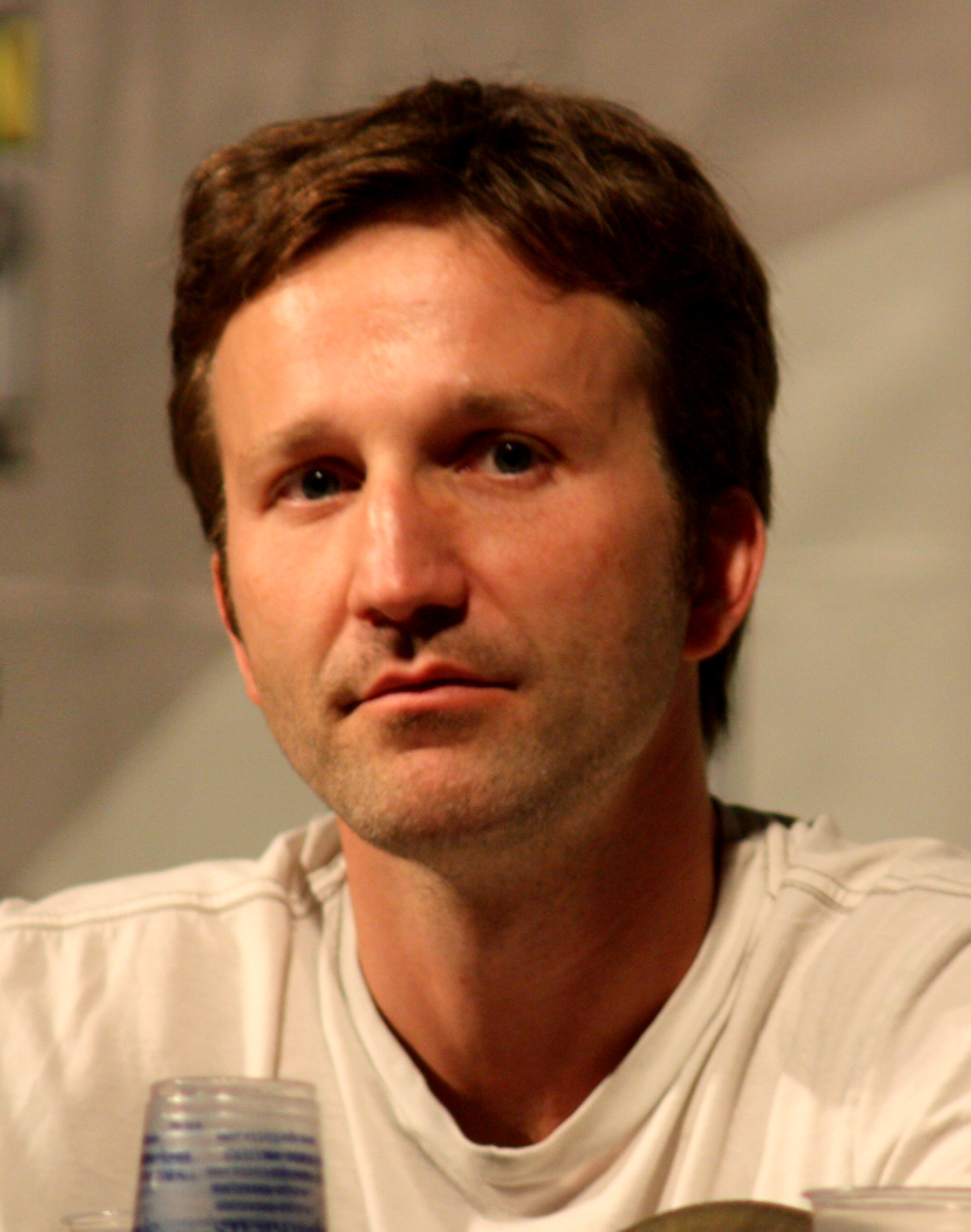
Breckin Meyer, por Gage Skidmore.

Meyer debutó ante la gran pantalla en 1991, cuando interpretó el rol de Spencer en Pesadilla final: la muerte de Freddy; en 1995 trabajó junto a su excompañera del secundario Alicia Silverstone en Ni idea y, un año más tarde, actuó bajo la dirección de John Carpenter en 2013: rescate en L.A. (1996).
Entre sus numerosos créditos cinematográficos figuran también Studio 54 (1998), El dilema (The Insider) (1999), Road Trip (Viaje de pirados) (2000), Ratas a la carrera (2001), Pinocchio (2002) (en la que prestó su voz para el personaje principal de Pinocho), Herbie Fully Loaded (2005) o  Los fantasmas de mis ex novias (2009).

## Vida privada
En su vida personal, contrajo matrimonio con la escritora y cineasta Deborah Kaplan, con quien tiene una hija llamada Keaton Willow. Dedica su tiempo libre a tocar la batería, jugar videojuegos y practicar deportes; pero, principalmente, a estar con sus mejores amigos, Seth Green y Ryan Phillippe, con quienes dirige su propia compañía productora.

## Filmografía

### Cine
| Año  | Título                             | Rol                                    | Notas |
| ---- | ---------------------------------- | -------------------------------------- | ----- |
| 1990 | Camp Cucamonga                     | Cody                                   |       |
| 1991 | Freddy's Dead: The Final Nightmare | Spencer                                |       |
| 1995 | Clueless                           | Travis                                 |       |
| 1995 | Payback                            | Hijo de Jim                            |       |
| 1996 | The Craft                          | Mitt                                   |       |
| 1996 | Escape from L.A.                   | Surfista                               |       |
| 1997 | Prefontaine                        | Pat Tyson                              |       |
| 1997 | Touch                              | Greg Czarnicki                         |       |
| 1998 | Dancer, Texas Pop. 81              | Keller Coleman                         |       |
| 1998 | Can't Hardly Wait                  | Walter, cantante solista de Lovebürger |       |
| 1998 | 54                                 | Greg Randazzo                          |       |
| 1999 | Go                                 | Tiny                                   |       |
| 1999 | The Insider                        | Hijo de Sharon                         |       |
| 1999 | Tail Lights Fade                   | Cole                                   |       |
| 2000 | Road Trip                          | Josh Parker                            |       |
| 2001 | Josie and the Pussycats            | Marco                                  |       |
| 2001 | Rat Race                           | Nick Schaffer                          |       |
| 2001 | Kate & Leopold                     | Charlie McKay                          |       |
| 2002 | Roberto Benigni's Pinocchio        | Pinocho                                |       |
| 2004 | Garfield: la película              | Jon Arbuckle                           |       |
| 2004 | Blast!                             | Jamal                                  |       |
| 2005 | Herbie: Fully Loaded               | Ray Peyton                             |       |
| 2005 | Rebound                            | Tim Fink                               |       |
| 2006 | Caffeine                           | Dylan                                  |       |
| 2006 | Garfield 2                         | Jon Arbuckle                           |       |
| 2006 | Ted's MBA                          | Ted Meyers                             |       |
| 2007 | Blue State                         | John Logue                             |       |
| 2008 | Stag Night                         | Tony                                   |       |
| 2009 | Ghosts of Girlfriends Past         | Paul Mead                              |       |
| 2012 | Geezers!                           | Breckin                                |       |
| 2017 | The California No                  | Actor famoso                           |       |
| 2019 | Changeland                         |                                        |       |

### Televisión
| Año     | Título                                                  | Rol                                                             | Notas                                                         |
| ------- | ------------------------------------------------------- | --------------------------------------------------------------- | ------------------------------------------------------------- |
| 1986    | Potato Head Kids                                        | Spud (voz)                                                      | 23 episodios                                                  |
| 1988    | The Wonder Years                                        | Gary Cosey                                                      | Episodio: "The Heart of Darkness"                             |
| 1989    | Chicken Soup                                            | Glen                                                            | Episodio: "The Dinner"                                        |
| 1990    | L.A. Law                                                | Brian Campbell                                                  | Episodio: "Whatever Happened to Hannah?"                      |
| 1992–93 | The Jackie Thomas Show                                  | Chas Walker                                                     | 18 episodios                                                  |
| 1993    | CBS Schoolbreak Special                                 | Eddie                                                           | Episodio: "Crosses on the Lawn"                               |
| 1995–96 | The Home Court                                          | Mike Solomon                                                    | 20 episodios                                                  |
| 1996    | Clueless                                                | Harrison                                                        | Episodio: "Do We with Bad Haircuts Not Feel?"                 |
| 1996    | Party of Five                                           | Alec Brody                                                      | Episodio: "Gimme Shelter"                                     |
| 2000–09 | King of the Hill                                        | Joseph Gribble (voz)                                            | 60 episodios                                                  |
| 2001–02 | Inside Schwartz                                         | Adam Schwartz                                                   | 13 episodios                                                  |
| 2002    | Kim Possible                                            | Josh Mankey (voz)                                               | Episodio: "Crush"                                             |
| 2003    | Coupling                                                | Jeff Clancy                                                     | Episodio: "Original Pilot"                                    |
| 2003–04 | Married to the Kellys                                   | Tom Wagner                                                      | 22 episodios                                                  |
| 2005    | Robot Chicken                                           | Varios (voz)                                                    | También guionista y productor                                 |
| 2007    | Robot Chicken: Star Wars                                | Boba Fett, Almirante Ackbar, Conserje, Babosa espacial #1 (voz) | Especial                                                      |
| 2008    | Dr. House                                               | Brandon                                                         | Episodio: "Adverse Events"                                    |
| 2008    | Robot Chicken: Star Wars Episode II                     | Boba Fett, Almirante Ackbar, Wampa (voz)                        | Especial                                                      |
| 2008    | Héroes                                                  | Frack                                                           | 2 episodios                                                   |
| 2009    | Party Down                                              | Michael                                                         | Episodio: "Taylor Stiltskin Sweet Sixteen"                    |
| 2009    | Titan Maximum                                           | Comandante Palmer (voz)                                         | 9 episodios                                                   |
| 2010    | Robot Chicken: Star Wars Episode III                    | Boba Fett, Almirante Ackbar, Rebelde (voz)                      | Especial                                                      |
| 2011    | Mad                                                     | Príncipe Zuko , Sean Parker, Green Arrow (voz)                  | Episodio: "The Social Netjerk/Smallville: Turn Off the Clark" |
| 2011–14 | Franklin & Bash                                         | Jared Franklin                                                  | 40 episodios                                                  |
| 2012–14 | Men at Work                                             |                                                                 | Creador, guionista y productor ejecutivo                      |
| 2012    | Robot Chicken DC Comics Special                         | Superman, Mirror Master (voz)                                   | Especial                                                      |
| 2014    | Robot Chicken DC Comics Special 2: Villains in Paradise | Superman, Bizarro (voz)                                         | Especial                                                      |
| 2015    | Robot Chicken DC Comics Special III: Magical Friendship | Superman, Plastic Man (voz)                                     | Especial                                                      |
| 2015–17 | SuperMansion                                            | Courtney/Ringler, Johnny Scanlon, Reggie (voz)                  | 11 episodios                                                  |
| 2016    | Second Chance                                           | Wally Luskin                                                    | Episodio: "That Time in The Car"                              |
| 2016    | Family Guy                                              | Tipo de S&M (voz)                                               | Episodio: "A Lot Going on Upstairs"                           |
| 2018    | Designated Survivor                                     | Trey Kirkman                                                    | [ 2 ]                                                         |

### Videojuegos
| Año  | Título      | Rol                 |
| ---- | ----------- | ------------------- |
| 2016 | Titanfall 2 | Dr. Jefferson Boyle |